# Deck Nine
Idol Minds, LLC (коммерческие обозначения Deck Nine и Deck Nine Games) — американская частная компания, специализирующаяся на разработке компьютерных игр, со штаб-квартирой в Уэстминстере, штат Колорадо. Студия была основана в апреле 1997 года Марком Лайонсом и Скоттом Аткинсом, которые ранее работали в Sony Interactive Studios America. До 2013 года компания разрабатывала игры исключительно для консолей PlayStation. Впоследствии компания переключилась на разработку мобильных игр, а в мае 2017 года был создан бренд «Deck Nine», под которым выпускались сюжетные игры. Марк Лайонс является президентом и техническим директором компании.

## История
Idol Minds была основана программистом Марком Лайонсом и художником Скоттом Аткинсом. Ранее они работали в Sony Interactive Studios America в Сан-Диего. После того, как Лайонс переехал в Колорадо, 1 апреля 1997 года была основана Idol Minds в Боулдере, штат Колорадо. В ноябре 2007 года была выпущена игра Pain, использовавшая ragdoll-физику, благодаря которой студия снискала известность. Это была одна из самых загружаемых игр в PlayStation Network 2008 года. В октябре 2009 года Idol Minds уволила 26 из 46 своих сотрудников. Один источник объяснил увольнения сокращением бюджета Pain издателем Sony Computer Entertainment (SCE), который был единственным источником финансирования Idol Minds. На выставке E3 2011 SCE анонсировала Ruin, «ролевую игру в стиле Diablo», разработанную Idol Minds и студией SCE в Сан-Диего. Позднее игра была переименована в Warrior’s Lair, а в апреле 2012 года Idol Minds была исключена из проекта. После этого Idol Minds переключила своё внимание на разработку бесплатных мобильных игр. В августе 2015 года Idol Minds объявили о старте краудфандинговой кампании через Kickstarter для игры Shutterbug, запросив финансирование в размере 400 000 долларов США. Собрав менее 3000 долларов за десять дней, студия свернула проект.
31 мая 2017 года Idol Minds обявила о создании бренда «Deck Nine», под которым будут выпускаться нарративные игры. Название было выбрано в качестве дани уважения игре Planetfall 1983 года. Компания создала свой движок StoryForge и объявила о разработке нового проекта в «признанной критиками франшизе». Во время E3 2017 Square Enix анонсировала Life Is Strange: Before the Storm, приквел к Life Is Strange, которая разрабатывается Deck Nine. В сентябре 2018 года Deck Nine объявила, что работает с Square Enix над новым проектом. Студия разработала Life Is Strange: True Colors и коллекцию ремастеров Life Is Strange (содержащую ремастеры Before the Storm и оригинальной Life Is Strange), которые были анонсированы Square Enix в марте 2021 года и выпущены в сентябре 2021 года.
В декабре 2021 года, во время The Game Awards 2021, Telltale Games объявила о совместном проекте с Deck Nine, которым стала игра The Expanse: A Telltale Series.

## Разработанные игры

### Как Idol Minds
| Год  | Игра                             | Платформа                  | Издатель                    |
| ---- | -------------------------------- | -------------------------- | --------------------------- |
| 1998 | Cool Boarders 3                  | PlayStation                | 989 Studios                 |
| 1998 | Rally Cross 2                    | PlayStation                | 989 Studios                 |
| 1999 | Cool Boarders 4                  | PlayStation                | 989 Studios                 |
| 1999 | Supercross Circuit               | PlayStation                | 989 Sports                  |
| 2000 | Cool Boarders 2001               | PlayStation, PlayStation 2 | Sony Computer Entertainment |
| 2003 | My Street                        | PlayStation 2              | Sony Computer Entertainment |
| 2005 | Neopets: The Darkest Faerie      | PlayStation 2              | Sony Computer Entertainment |
| 2007 | Pain                             | PlayStation 3              | Sony Computer Entertainment |
| 2008 | Madagascar: Escape 2 Africa      | PlayStation 2              | Activision                  |
| 2012 | Ratchet & Clank Collection       | PlayStation 3              | Sony Computer Entertainment |
| 2012 | Linked Together                  | iOS                        | Idol Minds                  |
| 2013 | Ratchet: Deadlocked (HD Edition) | PlayStation 3              | Sony Computer Entertainment |
| 2014 | Tales of Honor: The Secret Fleet | iOS, Android               | Mobage                      |
| 2014 | Qube Kingdom                     | iOS, Android               | Mobage                      |

### Как Deck Nine
| Год  | Игра                                  | Платформа                                                                                 | Издатель       |
| ---- | ------------------------------------- | ----------------------------------------------------------------------------------------- | -------------- |
| 2017 | Life Is Strange: Before the Storm     | Android, iOS, Linux, macOS, Windows, PlayStation 4, Xbox One                              | Square Enix    |
| 2021 | Life Is Strange: True Colors          | Windows, Nintendo Switch, PlayStation 4, PlayStation 5, Stadia, Xbox One, Xbox Series X/S | Square Enix    |
| 2022 | Life Is Strange Remastered Collection | Windows, Nintendo Switch, PlayStation 4, Stadia, Xbox One                                 | Square Enix    |
| 2023 | The Expanse: A Telltale Series        | Windows, PlayStation 4, PlayStation 5, Xbox One, Xbox Series X/S                          | Telltale Games |
| 2024 | Life Is Strange: Double Exposure      | Windows, Playstation 5, Xbox series X/S                                                   | Square Enix    |